# William Ruxton Davison
William Ruxton Davison est un ornithologue britannique, mort en 1893.
Il est le conservateur du Muséum Raffles de Singapour de 1887 à 1893. Avec Allan Octavian Hume (1829-1912), il fait paraître A Revised List of the Birds of Tenasserim en 1878. Davison est aussi l’auteur d’autres publications notamment Notes on the nidification of some Burmese birds. Il voyage pour le compte d’A.O. Hume en Tanintharyi en Inde dans les années 1870 et récolte 8 600 spécimens.

## Sources
- Bo Beolens et Michael Watkins (2003). Whose Bird ? Common Bird Names and the People They Commemorate. Yale University Press (New Haven et Londres).
- Barbara Mearns & Richard Mearns (1998). The Bird Collectors. Academic Press (Londres) : xvii + 472 p.